# San Salvador de Lourenzá
San Salvador de Lourenzá és un monestir de l'Orde de Sant Benet, en el bisbat de Mondoñedo de la província de Lugo a Galícia.
Fundat en la seva heretat de Vilanova el comte Osori Gutiérrez anomenat el Conde Santo (969), el qual després va prendre l'hàbit i allà va acabar els seus dies. El dotà magníficament annexionant-li altres monestirs i esglésies, donant-li molts pobles i heretats per a manteniment dels religiosos. Encara que el Conde Santo havia deixat establert que cap dels seus descendents pogués reclamar res de quant havia cedit a Lourenzá, no manca qui obrés contra això. S'aprofità de l'ocasió el bisbe de Mondoñedo, que aplica els béns a la seva mesa episcopal, però reclamant el monjos, acudiren a Bernardo, arquebisbe de Toledo, antic abat de Sahagún, i llavors també legat del papa Urbà II, que tractà de fer-los justícia. Per fi, amb la intervenció de Rodrigo Rodríguez Osorio, net (?) del Conde Santo, s'arreglà l'assumpte, entregant al bisbe alguns béns i retornant aquest a Lourenzá el que li pertanyia. Al final de l'edat mitjana el monestir caigué a les mans dels Comendataris, els quals causaren grans perjudicis, fins que el 1518 fou agregat a la Congregació de Sant Benet, de Valladolid, per butlla de Lleó X, a instancies de Carles V, l'emperador, continuant en la mateixa manera fins l'exclaustració el 1835. Per aquell temps governava el monestir l'abat Ramón Gonzàles Valle, elegit en el capítol general de 1832.
El catàleg dels seus abats, encara inèdit, té individus insignes durant l'època val·lisoletana. Com: Mauro Villarroel (dues vegades, 1613/17 i 1621/25) després general de la Congregació (1631), bisbe de Jaca (1636) i arquebisbe electe de Saragossa (m. el 1646); Manuel de Villarroel (1709/13 i 1721/25), escriptor eclesiàstic: Anselmo Rodriguez (1769), després general (1773) i bisbe d'Almeria(1780/98), i Anselmo Peláez (1785), també general (1814/18).
A Lourenzá també hi professà Benito Marin, doctor i catedràtic de Salamanca, abat d'aquell col·legi i del Montserratí de Madrid, Bisbe de Barbastre (1748) i de Jaén, on morí el 1769. L'últim superior que tingueren els benedictins exclaustrats fou Juan Manuel García de Lourenzá, el més jove dels definidors elegits el 1832. Havent restat molts anys desemparat, els benedictins tornaren a Lourenzá el 1910, procedents del Monestir de San Xulián de Samos. El govern espanyol els va reconèixer la restauració el 1915. Hi actualment menys l'església és la seu de l'Ajuntament.
Declarat monument històric-artístic l'any 1974.